# Partizánske
Partizánske és una ciutat d'Eslovàquia. Es troba a la regió de Trenčín, és capital del districte de Partizánske.

## Geografia

### Ubicació

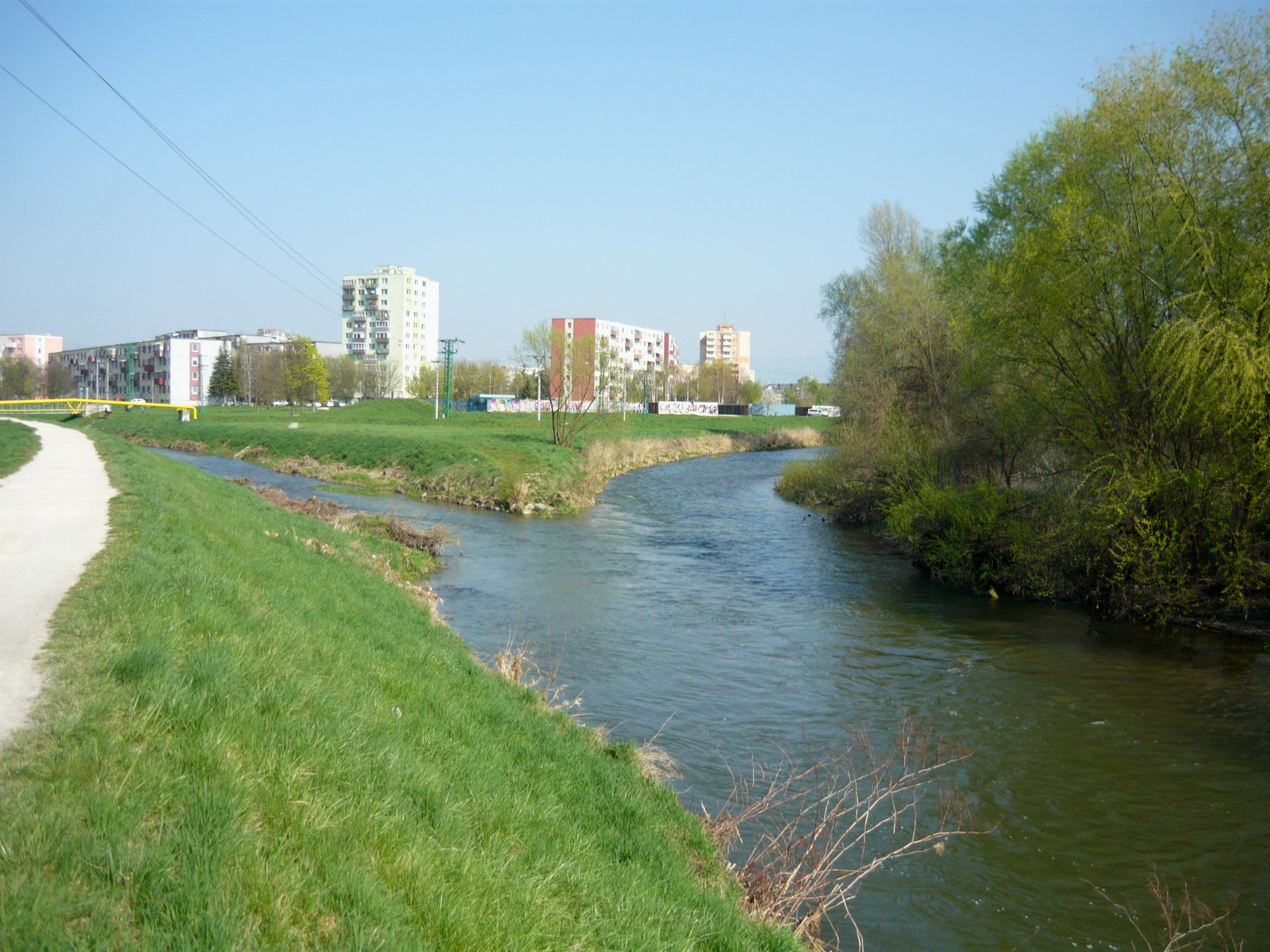
Confluència del Nitra i del Nitrica.

Partizánske es troba a l'oest d'Eslovàquia, a uns 110 km a l'est de Bratislava. Es troba a la regió històrica de Horná Nitra, a la confluència dels rius Nitra i Nitrica, i envoltada per les muntanyes de Tribeč.
Les ciutats importants més properes són Topoľčany (16 km al sud-oest), Nitra (42 km al sud-oest), Prievidza (25 km al nord-est) i Trenčín (38 km al nord-oest).

### Clima
El clima de Partizánske és de tipus continental temperat amb quatre estacions ben distingides. Les temperatures mitjanes varien de -3 °C al gener a 18 °C al juliol, amb una mitjana anual de 8,5 °C. El total anual de les precipitacions és de prop de 640 mm.

### Barris
La vila està dividida en quatre barris:
- Partizánske: 22.166 habitants el 2011
- Veľké Bielice: 1.786 hab.
- Malé Bielice: 495 hab.
- Návojovce: 460 hab.

## Toponímia
Quan es fundà, el 1938, la vila rebé el nom de Baťovany en honor del seu fundador Ján Antonín Baťa. El nom de Partizánske li fou donat el 1949, i és la forma neutra de l'adjectiu partizánsky (derivat de partisà); així doncs, Partizánske és «La ciutat partisana».

## Història
La primera menció escrita de la vila es remunta al 1260. La vila actual, emperò, fou fundada el 1938, quan l'empresari Baťa decidí instal·lar-hi una fàbrica de calçat prop de la vila de Šimonovany. La nova localitat, anomenada Baťovany, es fusionà amb Šimonovany el 1948 i rebé l'estatus de ciutat. El 9 de febrer de 1949 la vila fou rebatejada amb el nom de Partizánske en honor dels habitants que participaren en l'aixecament nacional eslovac.

## Població

### Evolució de la població
| Godina             | 1994   | 2004   | 2014   | 2024    |
| ------------------ | ------ | ------ | ------ | ------- |
| Nombre de persones | 25.621 | 24.581 | 23.436 | 20.338  |
| Diferència         |        | −4,05% | −4,65% | −13,21% |

| Godina             | 2023   | 2024   |
| ------------------ | ------ | ------ |
| Nombre de persones | 20.607 | 20.338 |
| Diferència         |        | −1,30% |

La vila tingué un creixement demogràfic ràpid després de la seva fundació. Els pobles que constituïren la ciutat actual tenien 2.078 habitants el 1930, i el 1950 la ciutat tenia ja 8.853 habitants, i només quaranta anys després (1990) ja n'eren més de 25.000.

### Ètnies
La gran majoria de la població de Partizánske és eslovaca: 21.635 persones, és a dir, el 98,5% de la població segons el cens del 2011.
| Ètnia       | Nom   | Percentatge |
| ----------- | ----- | ----------- |
| Eslovacs    | 21634 | 98,5%       |
| Txecs       | 115   | 0,5%        |
| Magiars     | 51    | 0,2%        |
| Gitanos     | 40    | 0,2%        |
| Moraus      | 20    | 0,1%        |
| Polonesos   | 12    | 0,1%        |
| Altres      | 83    | 0,4%        |
| No precisat | 2160  | —           |

## Transport

### Transport terrestre
Partizánske es troba a la confluència de dos grans eixos: les vies ràpides més properes són l'Autopista D1 a Piešťany o Trenčín i la Carretera R1 a Nitra. Tres carreteres permeten sortir de la ciutat:
- La carretera de primera categoria 64 (I/64), travessa Partizánske i permet unir Komárno amb Topoľčany, Nitra i Nové Zámky (a l'oest) així com Prievidza i Žilina (a l'est). Aquesta carretera és l'eix principal de la ciutat i constitueix els carrers Hlavná, Mostová i Nitrianska. Hi ha dues estacions de servei al llarg d'aquesta carretera.
- La carretera de segona categoria 593 (II/593), comença al carrer Víťazná, s'allarga en direcció Brodzany al sud-oest de la ciutat i arriba fins a Nitra.
- La carretera II/579, al nord, travessa el poble de Návojovce i s'uneix a la carretera I/50, permetent arribar fins a Trenčín.

Hi ha una estació d'autobusos a Partizánske amb diverses línies que uneixen la ciutat amb els pobles veïns, però també diversos autobusos quotidians que van cap a altres ciutats com Prievidza o Bratislava i de vegades altres ciutats d'Eslovàquia i fins i tot de la República Txeca.

### Transport ferroviari
Partizánske es troba a la línia ferroviària 140, que comporta una única via no electrificada i que l'uneix amb Nové Zámky i Prievidza. Hi ha tres parades a Partizánske:
- L'estació de Partizánske, situada al centre, d'on surten trens quotidians cap a Bratislava, Topoľčany, Nitra, Nové Zámky i Prievidza. Tots els trens s'hi aturen i l'estació només té una única via.
- L'estació de Veľké Bielice, a l'oest, més petita però amb sis vies i dues andanes.
- La parada Partizánske-zastávka, a l'est.

### Transport urbà
Com que la ciutat és força petita, la xarxa de transports no és gaire extensa. Només hi ha dues línies d'autobús:
- La línia MHD 305101, amb 8 trajectes per dia.
- La línia MHD 305102, amb 21 trajectes per dia.

## Religió
A Partizánske hi ha sis esglésies catòliques:
- L'església del Sagrat Cor de Jesús, al centre.
- L'església de l'Assumpció de la Mare de Déu a Šimonovany.
- L'església de Santa Elisabet d'Hongria a Veľké Bielice.
- L'església de Sant Tomàs a Šípok.
- L'església del Cor Immaculat de Maria a Malé Bielice.
- L'església de Sant Ciril i Metodi a Návojovce.

## Ensenyament
Partizánske disposa de:
- Cinc escoles maternals
- Set escoles primàries
- Un institut
- Una escola que té institut professional, escola industrial i acadèmia de comerç
- Una escola superior mèdico-social